# Das verwunschene Schloss
Das verwunschene Schloss ist eine Operette in fünf Bildern von Carl Millöcker. Das Libretto stammt von Alois Berla. Das Werk erlebte seine Uraufführung am 30. März 1878 im Theater an der Wien in Wien. Die Figur des Andredl verkörperte dabei der damals beliebteste österreichische Sänger-Schauspieler Alexander Girardi, dem der Komponist seine Operette gewidmet hatte.

## Orchester
Zwei Flöten, zwei Oboen, zwei Klarinetten, vier Hörner, zwei Trompeten, drei Posaunen, großes Schlagwerk und Streicher.

## Handlung
Die Operette spielt im ländlichen Tirol Anfang der 80er Jahre im 18. Jahrhundert.

### Erstes Bild: Vor einem Tiroler Bauerngasthof
Es hat sich bei den Leuten im Dorf längst herumgesprochen, dass Graf von Geiersburg, der Eigentümer des naheliegenden Schlosses, vor ein paar Jahren aus seiner Heimat verbannt wurde, weil er gegen ein von der Obrigkeit verhängtes Duellverbot verstoßen hatte. Deshalb wundern sich die Dorfbewohner, dass sie neuerdings allabendlich Licht hinter den Fenstern und seltsame Gestalten im Schloss herumhuschen sehen. In ihrer Naivität glauben die meisten an Gespenster und halten das Schloss für verwünscht. Seppl aber, der beim reichen Großlechnerbauern in Diensten steht, glaubt nicht an solchen Humbug. Der junge Mann hat sich mit Mirzl, der Tochter seines Arbeitgebers, verlobt; aber sowohl er als auch seine Braut wollen sich noch nicht öffentlich dazu bekennen.
Tatsächlich hat das Heimweh den Grafen auf sein Schloss zurückgetrieben. Dort feiert er mit Freunden des Nachts ausschweifende Feste. Es passt dem Grafen sehr wohl, dass die Bauern glauben, im Schlosse würde es spuken. Deswegen ist ihm nicht wohl dabei, als ihm die Kunde über den „Aufwiegler“ Seppl zugetragen wird. Sofort beauftragt er seinen Haushofmeister Lamotte, dafür zu sorgen, dass dieser Knecht das Dorf verlassen soll. Lamotte kommt der Auftrag sehr gelegen, hat er doch selbst schon ein Auge auf die hübsche Bauerntochter geworfen. Folglich schwärzt er den Seppl bei seinem Chef als „ungläubigen Freigeist“ an, und bald darauf wird dem treuen Knecht gekündigt. Nur Andredl, der „dalkete Bua“, hält zu ihm. Gemeinsam verlassen die beiden den Hof.

### Zweites Bild: In der Hütte der alten Traudl
Tief im Wald haust die alte Traudl mit ihrer Enkelin Regerl in einer armseligen Hütte. Traudl ist von den Dorfbewohnern als Hexe verschrien, weil sie häufig beim Kräutersammeln angetroffen wird und allerlei selbstgemachte Wundertränke anbietet. Gerade hat das Kräuterweiblein seine Hütte verlassen, als Seppl und Andredl an die Tür klopfen und um ein Nachtquartier bitten. Regerl weist die beiden ab und empfiehlt ihnen, droben im leerstehenden Schloss zu übernachten. Bei diesem Gedanken wird dem ängstlichen Andredl ganz schwindlig, zumal er gerade wieder ein paar seltsame Figuren hinter den Fenstern erblickt. Seppl dagegen will Regerls Rat befolgen und macht sich gleich an den Aufstieg, missmutig gefolgt vom Andredl.

### Drittes Bild: Ballsaal im Schloss

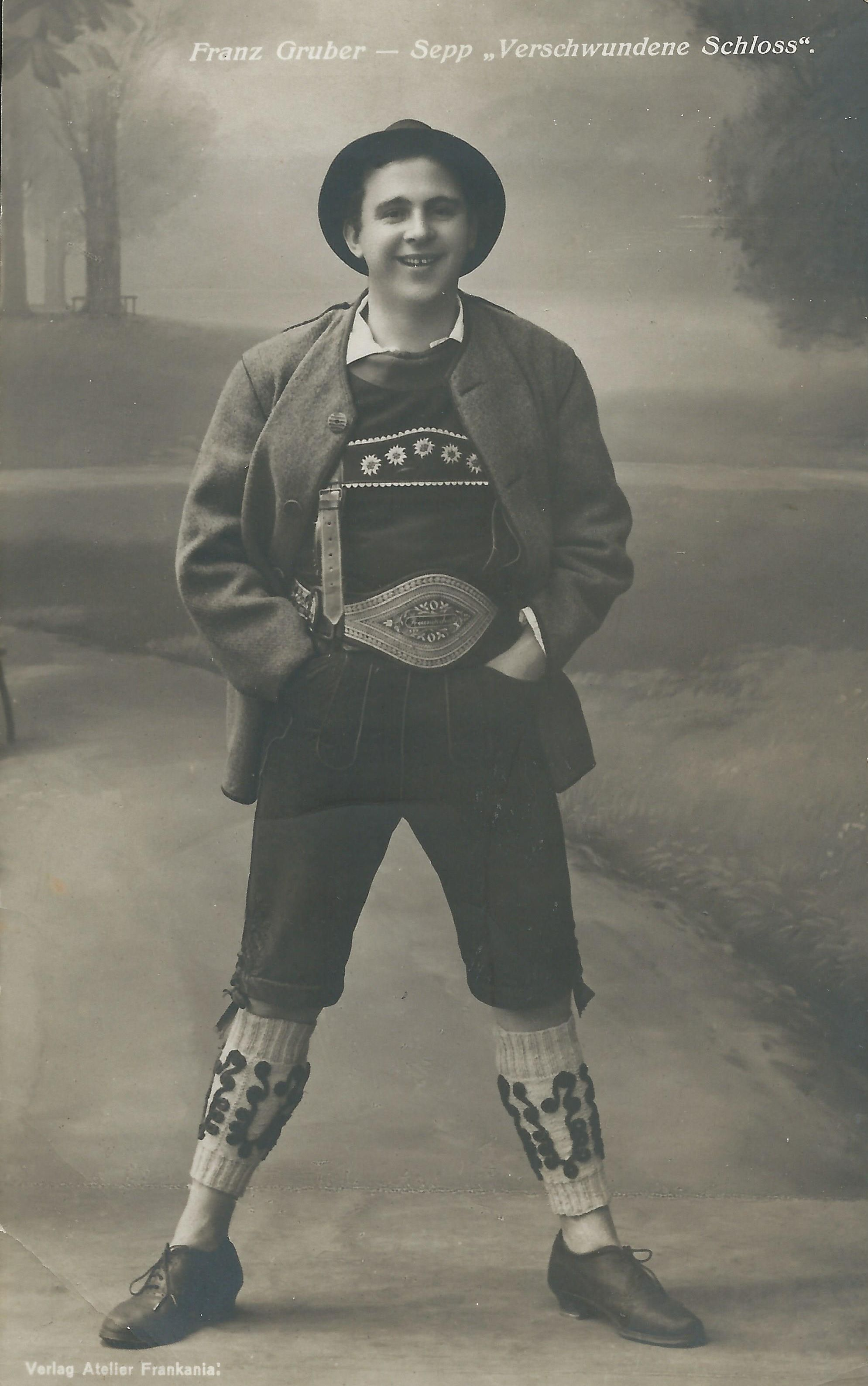
Der Tenor Franz Gruber als Sepp

Coralie ist eine im ganzen Land bekannte und umschwärmte Sängerin. Sie sehnt sich sehr nach einem Adelstitel und hofft daher innig, dass sie ihr Freund, der Graf von Geiersburg, bald zum Altar führen werde. Als Lohn verspricht sie ihm, ihren ganzen Einfluss bei der Obrigkeit in die Waagschale zu werfen, damit ihm eine Amnestie winke und er sich wieder legal in seiner Heimat aufhalten dürfe. Der Graf aber ist ein überzeugter Junggeselle und will die Vorteile, die ihm dieser Stand bietet, nicht über Bord werfen.
Die Gesellschaft hat sich gerade zum Soupieren zurückgezogen, als Sepp und Andredl durch ein offenes Fenster ins Schloss gelangen. Hier treffen sie als erste Person die kesse Sängerin an. Andredl hält sie für ein Gespenst und sagt ihr dies auch offen ins Gesicht. Coralie schmeichelt der Gedanke, weshalb sie gleich gerne mit dieser Rolle kokettiert und den beiden Eindringlingen eine Lügengeschichte über die Frauen im verwunschenen Schloss auftischt, die nur durch einen Kuss erlöst werden könnten. Als die Damen nach und nach in den Ballsaal zurückkehren, startet Andredl gleich eine große Erlösungsaktion, indem er jeder Frau einen heißen Kuss auf die Lippen drückt. Der Graf würde die ungebetenen bäuerlichen Gäste am liebsten gleich hinauskomplimentieren, aber Coralie gelingt es, ihren Geliebten umzustimmen. Bei dem sich anschließenden Bacchanal tragen Sepp und Andredl ein Tiroler Heimatlied vor, was den Grafen wieder versöhnlich stimmt. Jetzt hat er Gefallen an den beiden gefunden. Er möchte noch einen großen Spaß mit ihnen haben und befiehlt seinem Haushofmeister, jäh alle Lichter zu löschen. Die plötzliche Dunkelheit lässt den ängstlichen Andredl in eine tiefe Ohnmacht fallen.

### Viertes Bild: In der Hütte der alten Traudl
Andredl erwacht auf der Ofenbank in der Hütte der alten Traudl. Dorthin hatte ihn der Haushofmeister Lamotte noch in der Nacht gebracht. Auf seinen Befehl hin versichert ihm nun das Regerl, alles, was er im Schlosse erlebt habe, sei nur ein Traum gewesen. Die alte Traudl weist er an, schleunigst die Tochter des Großlechnerbauern aufzusuchen und ihr zu sagen, ihr Liebster habe auf dem Schloss einen Pakt mit dem Teufel geschlossen. Andredl hat dieses Gespräch belauscht, und auf einmal fällt es ihm wie Schuppen von den Augen: Die Gestalten im Schloss sind keine Geister, sondern Menschen aus Fleisch und Blut. Gleich macht auch er sich auf den Weg zu Mirzl. Er will unbedingt der alten Traudl zuvorkommen.

### Fünftes Bild: Im Schlossgarten
Mirzl steigt mit Andredl über die Mauer in den Schlossgarten. Gemeinsam machen sie sich auf die Suche nach Sepp, der im Schloss zurückgehalten worden ist. Lamotte entdeckt die beiden Eindringlinge und will sie gleich gewaltsam hinausschaffen lassen, da ertönt ein großes Geschrei. Unter der Führung des Großlechnerbauern stürmen die Dorfbewohner durch das Tor, um endlich dem Gespensterspuk ein Ende zu bereiten. Vereint wollen sie alle Geister vertreiben und die von ihnen geraubte Mirzl befreien. Graf von Geiersburg kann sich aus der vertrackten Lage nur befreien, indem er sich zu erkennen gibt. Aber schon droht ihm ein weiteres Unheil: Jetzt soll er wegen unerlaubten Aufenthaltes verhaftet werden. Nun zieht er es sogar vor, Coralie die Ehe zu versprechen; denn es ist immer noch besser, verheiratet zu sein, statt als Junggeselle im Gefängnis zu schmachten. Coralie gelingt es auch, mithilfe ihres Charmes seine Begnadigung zu erwirken. Daneben finden sich noch zwei weitere glückliche Paare: Mirzl und Seppl sowie Regerl und Andredl.